# Kropivnitski
Kropivnitski (en ucraïnès: Кропивницький) és una ciutat d'Ucraïna i la capital administrativa de l'óblast de Kropivnitski.

## Geografia

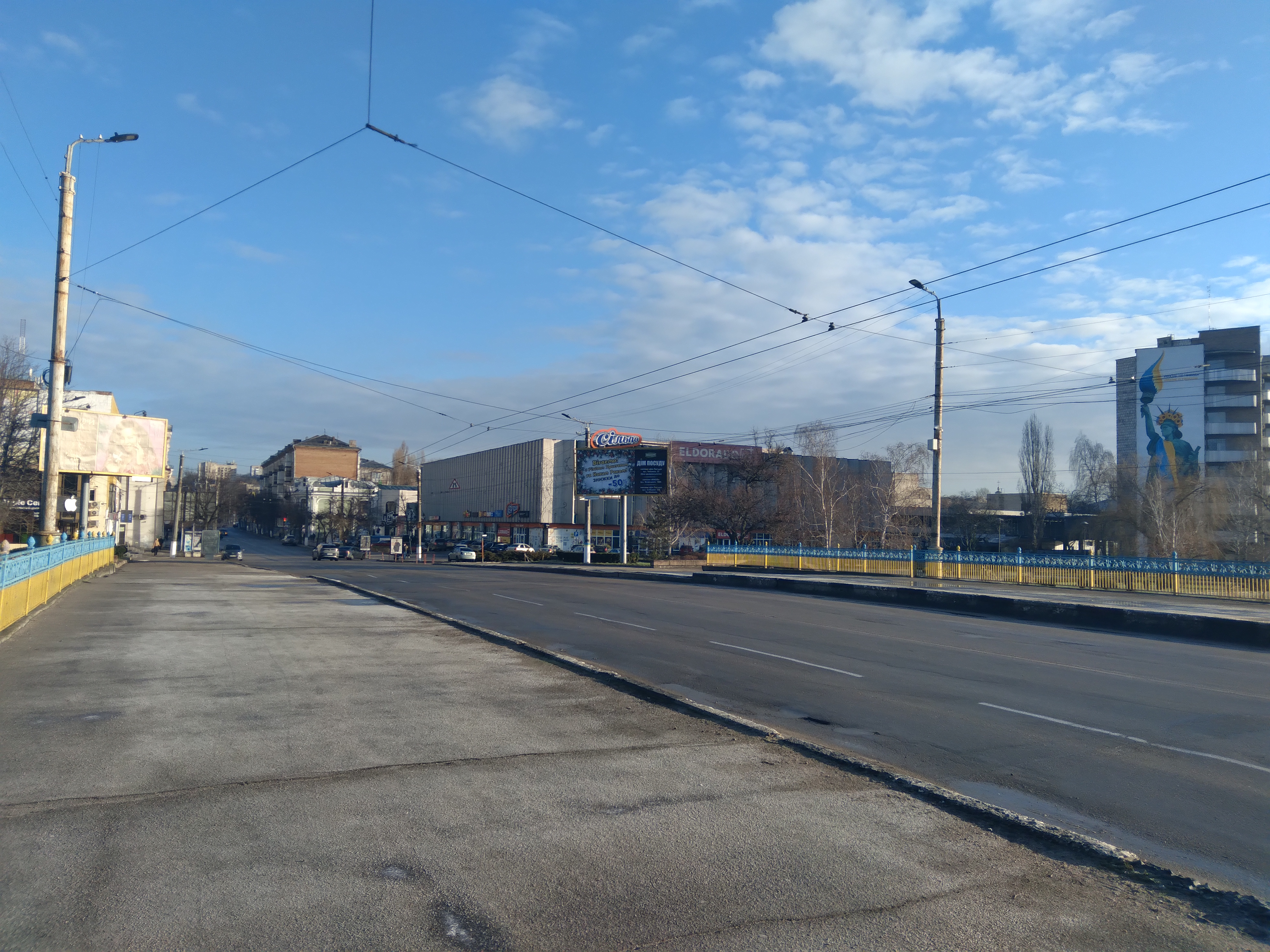
pont principal

Kropivnitski és regada pel riu Inhul i es troba a 250 km al sud-est de Kíiv (302 km per carretera i 362 per ferrocarril).

## Història
Abans de la fundació de la ciutat, hi havia assentaments de cosacs ucraïnesos aquí, que més tard es convertiren en districtes urbans. En el transcurs de la seva història, Kropivnitski ha canviat de nom diverses vegades. L'11 de gener del 1752, en presentar al major-general Jovan Horvat el mapa sobre l'organització de colònies de població a Nova Sèrbia, l'emperadriu Elisabet I de Rússia li va donar l'ordre de «fundar la fortalesa de terra i donar-li el nom de Fort Santa Elisabet ». La primera menció coneguda del nom es remunta al 1764, en el moment de l'organització conjunta de la província d'Elisavetgrad (Ielyzavethrad en ucraïnès) i del regiment de llancers d'Elizavetgrad. El 1924, la ciutat és rebatejada Zinovievsk (Zynov'evsk) en honor de Grigori Zinóviev, un home d'Estat soviètic i dirigent del Partit Comunista de la Unió Soviètica, nascut a Elisavetgrad el 1883. En aquella època era membre del Politburó i president del comitè executiu del Komintern.
El 7 de desembre del 1934, una setmana després de l'assassinat de Serguei Kírov, al qual no lligava absolutament res a la ciutat, Zinovievsk fou reanomenada com a Kirovo (Kirove en ucraïnès) i després Kirovograd. Aquest últim nom apareix al mateix temps que la creació de l'oblast de Kirovograd, el 10 de gener del 1939, i té per objectiu distingir-la de l'Óblast de Kírov a l'actual Rússia.
Després de la independència d'Ucraïna, el 1991, el nom de la ciutat esdevingué Kirovohrad, seguint la pronunciació ucraïnesa, encara que l'antiga ortografia continuava sent àmpliament empleada per raó de la difusió del rus a la regió. A partir del 1991, la data d'indepenďència d'Ucraïna, hi va haver moltes discussions sobre el nom de la ciutat. Alguns desitjaven la tornada a Elisavetgrad, però semblava poc oportú atribuir de nou el nom d'una emperadriu russa a una ciutat ucraïnesa. Diversos noms van estat proposats, però en absència de consens fins al 14 de juliol del 2016 quan la ciutat fou rebatejada amb el nom de Kropivnitski.

## Galeria

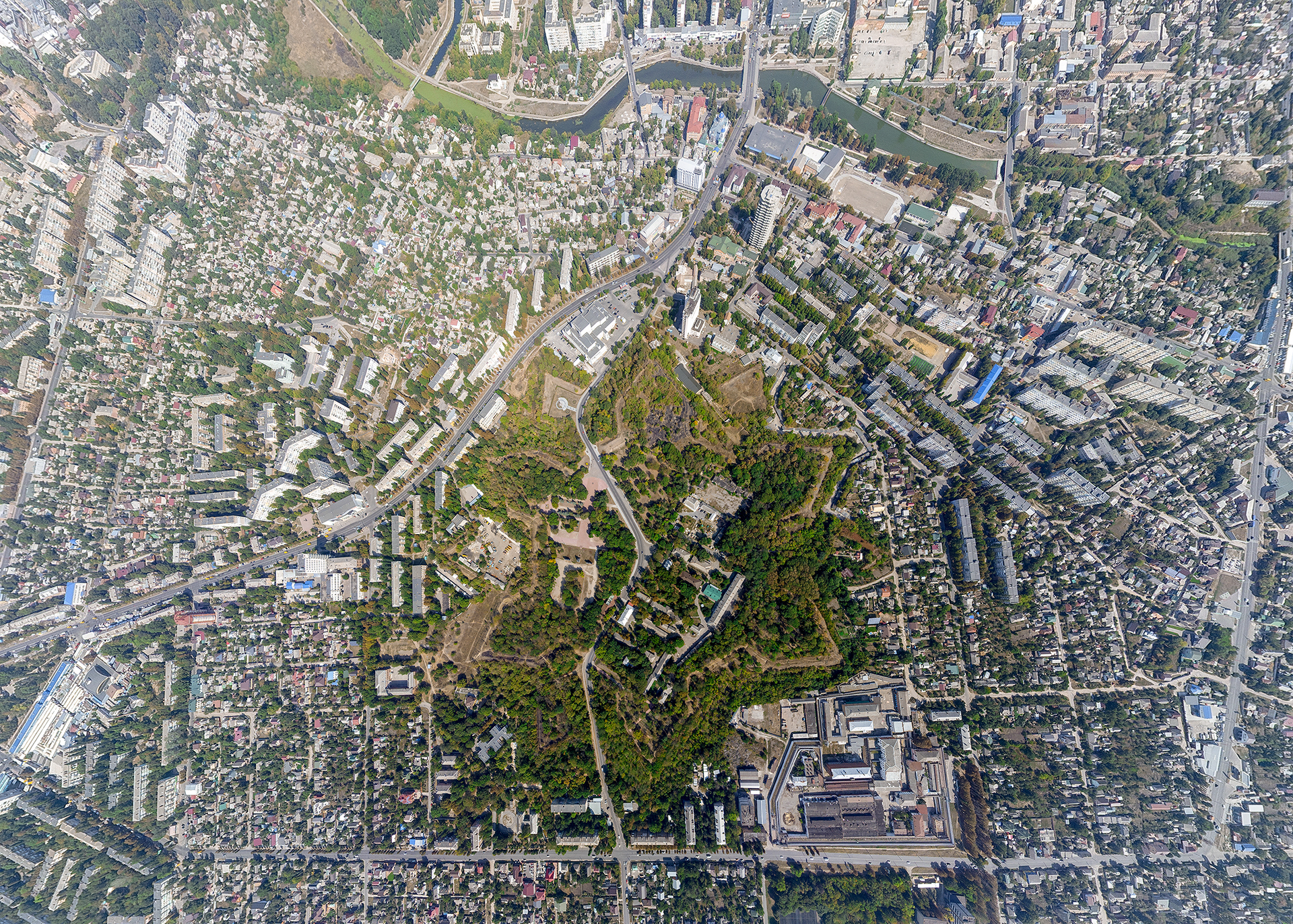
vista de l'antiga fortalesa de terra des d'una alçada
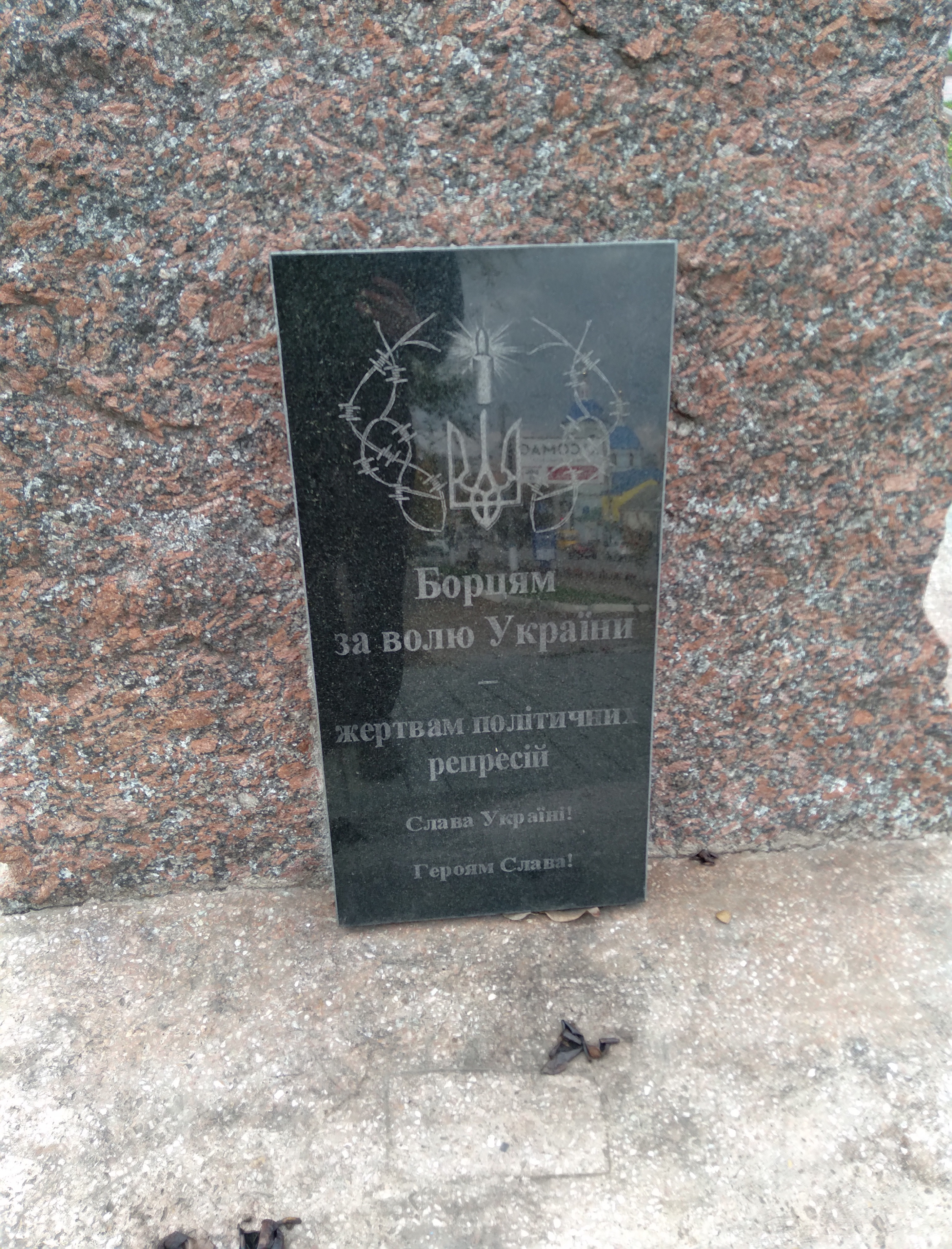
un monument a les víctimes de la repressió soviètica
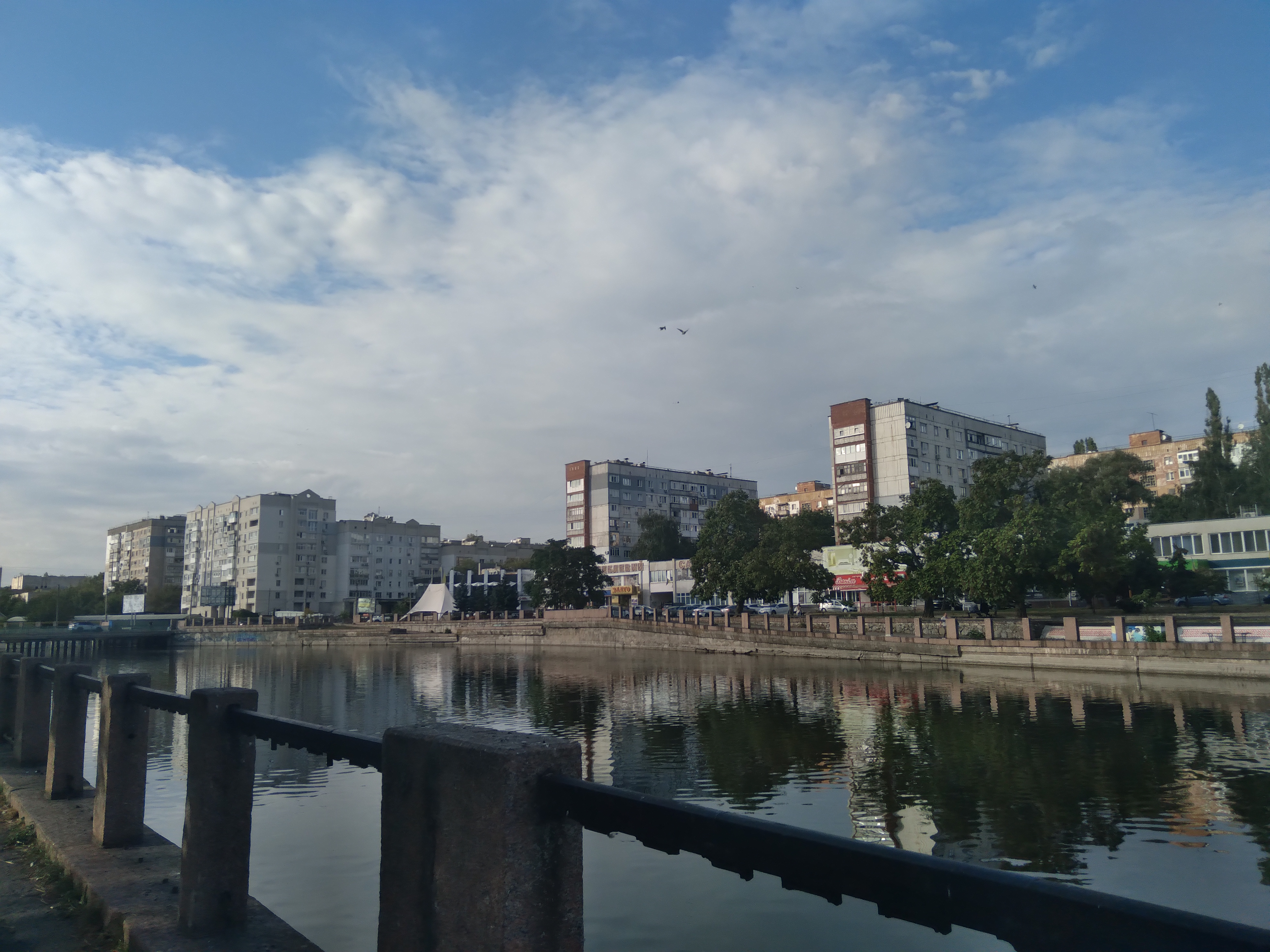
Riu Inhul
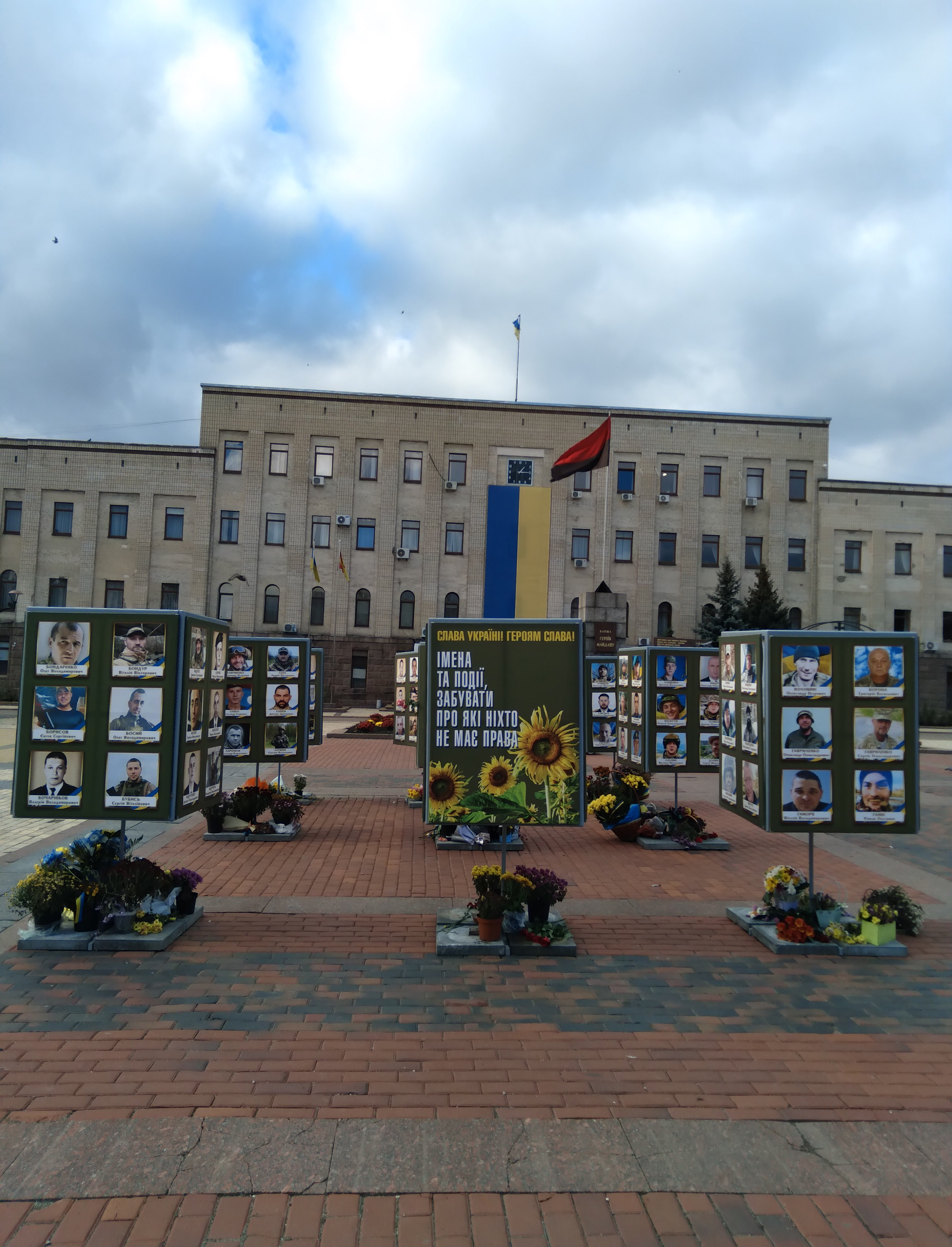
fotos de soldats que van morir per Ucraïna sota l'administració estatal regional
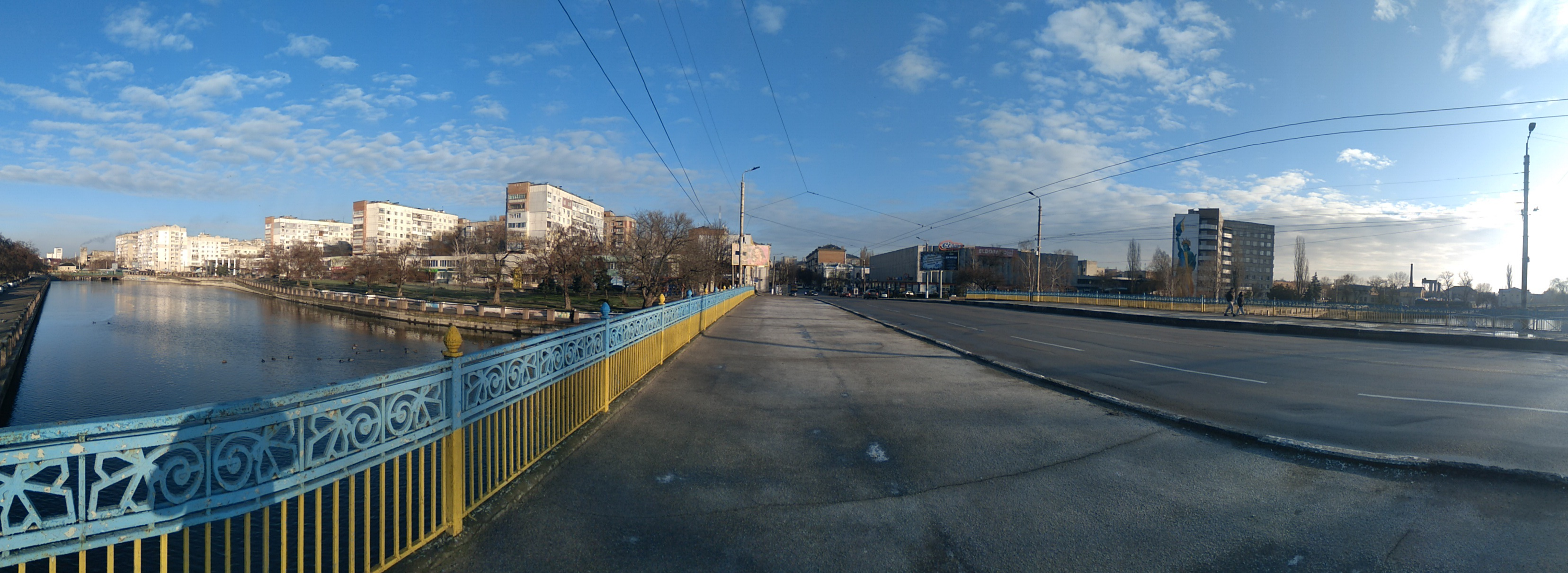
centre de la ciutat (panorama)
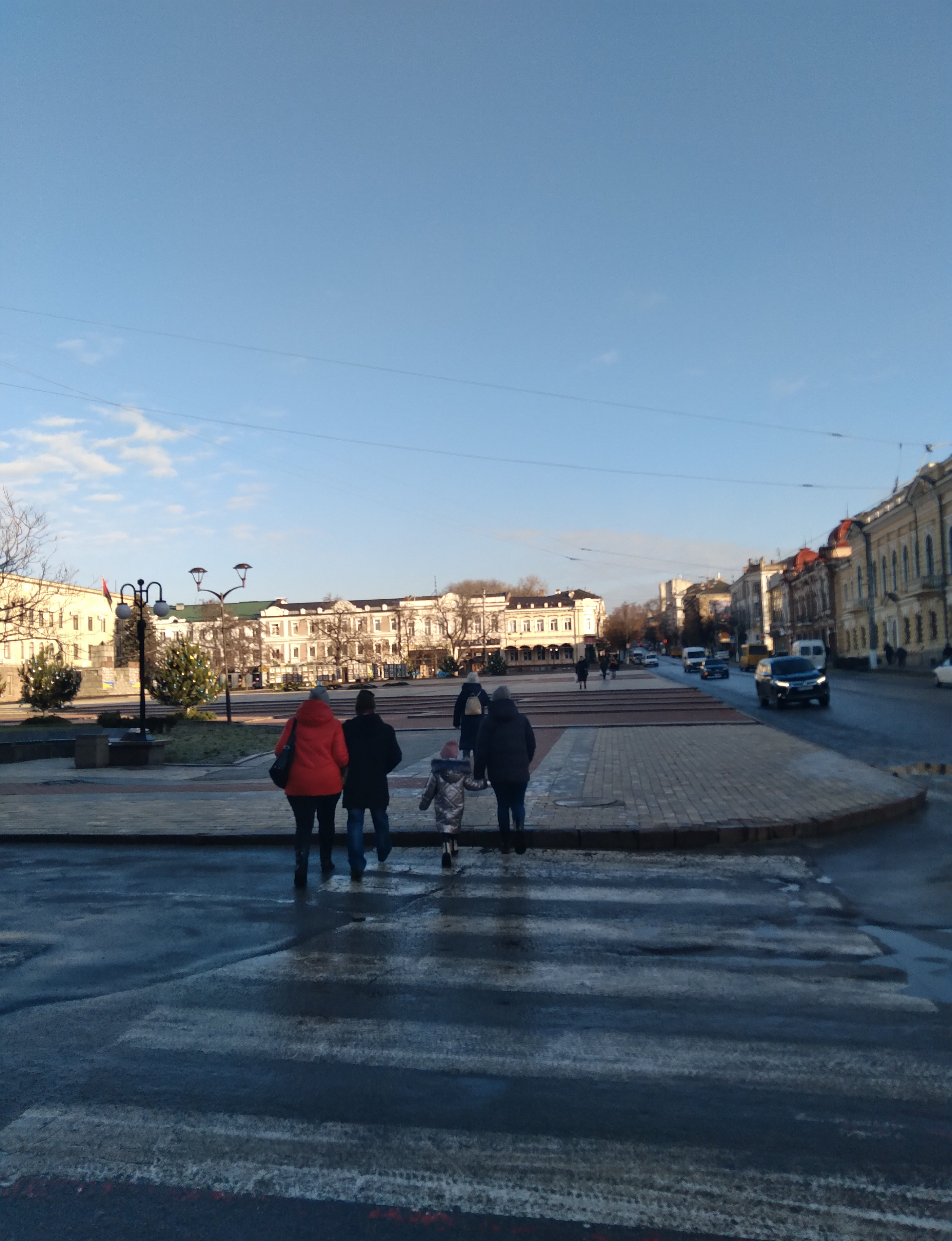
plaça principal
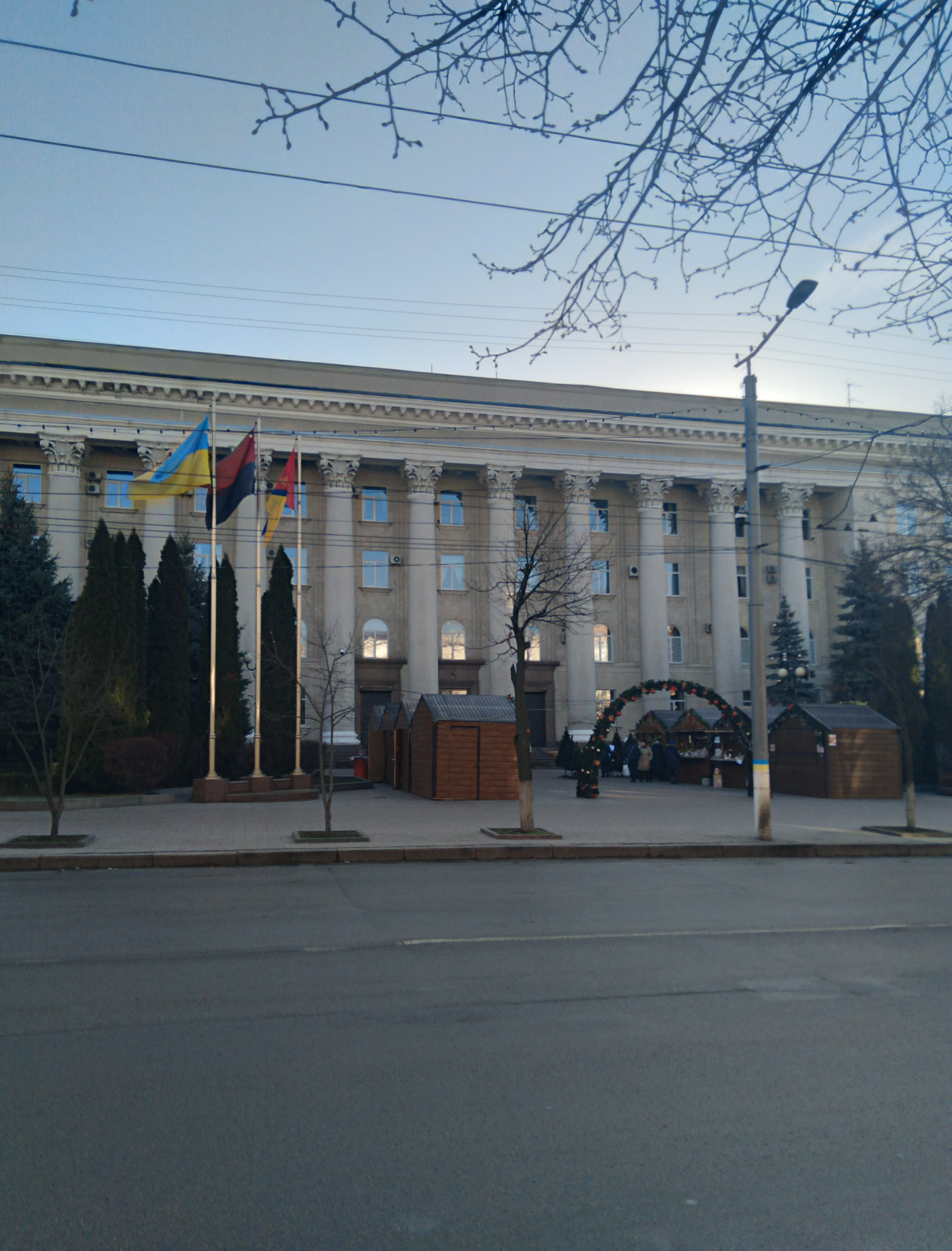
Ajuntament
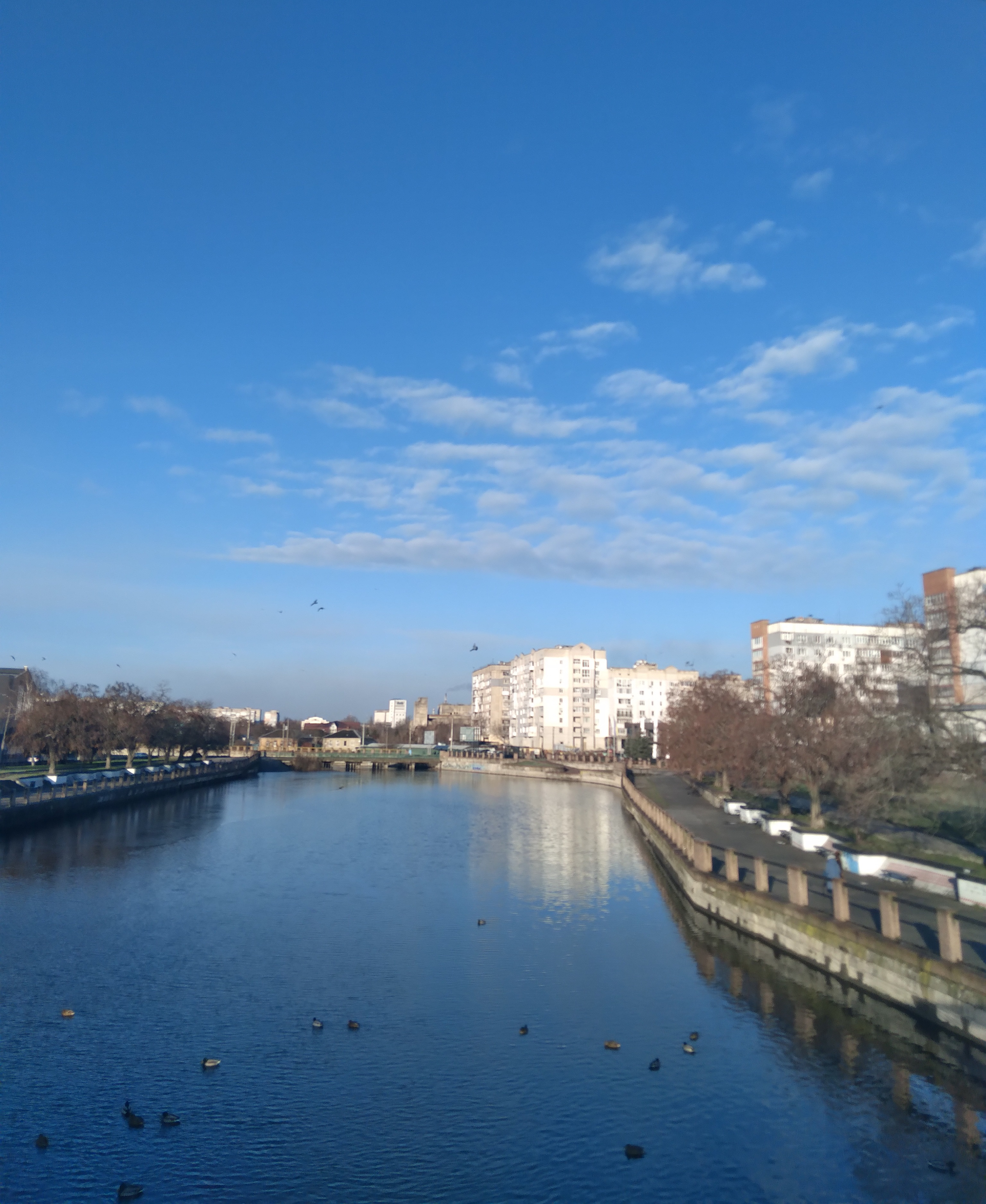
pont sobre l'Inhul
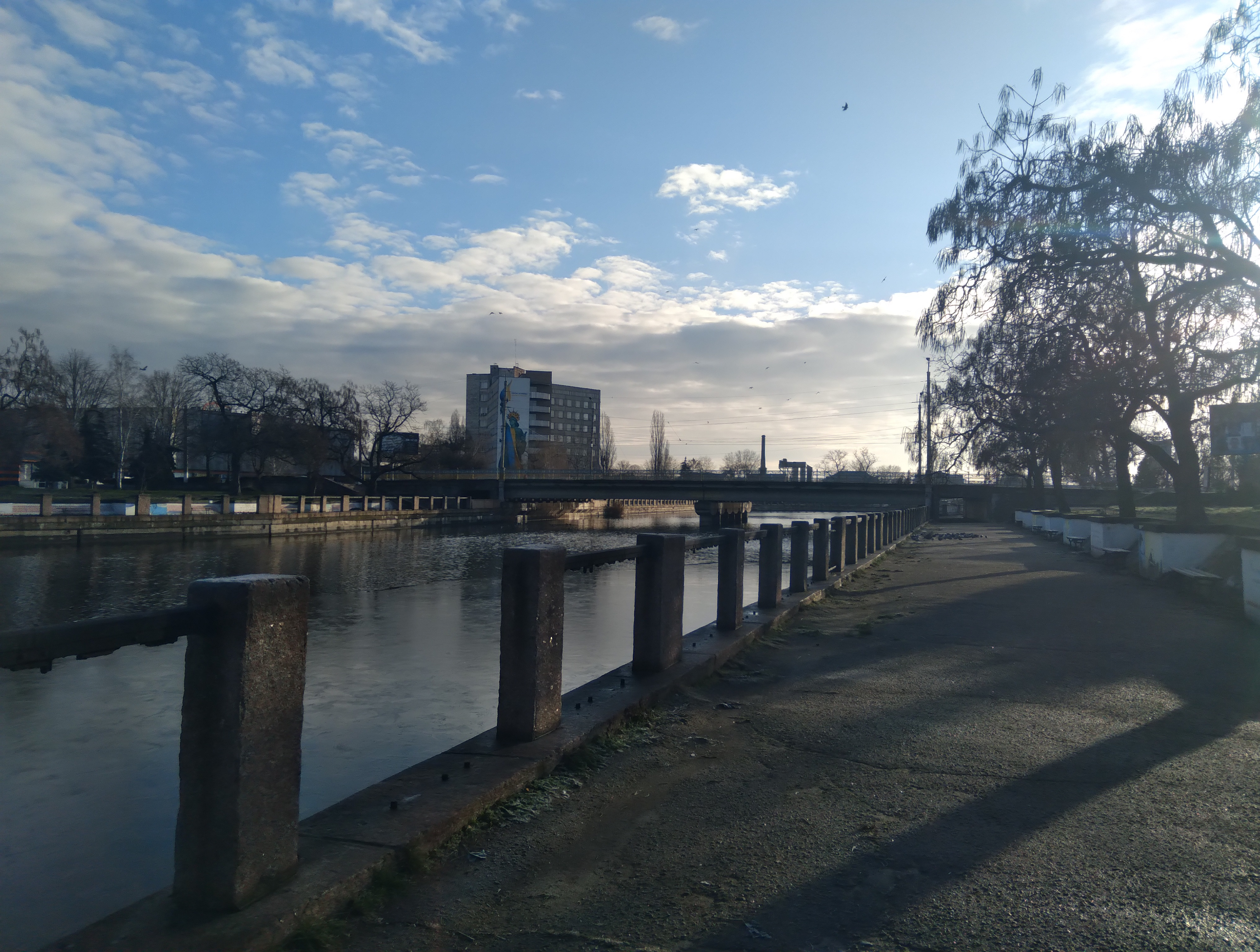
terraplè al centre de la ciutat

## Població
Padrons (*) o estimacions de població:
| 1858    | 1873    | 1897    | 1910    | 1926*   | 1939*   | 1943    | 1959*   | 1970*   |
| ------- | ------- | ------- | ------- | ------- | ------- | ------- | ------- | ------- |
| 23.700  | 38.100  | 61.500  | 76.000  | 65.000  | 100.300 | 63.403  | 128.207 | 188.795 |
| 1979*   | 1989*   | 1995    | 2001*   | 2007    | 2008    | 2009    | 2010    | 2011    |
| 236.652 | 269.803 | 278.000 | 254.103 | 243.176 | 240.623 | 237.129 | 236.097 | 235.490 |

## Economia
Les principals empreses de Kropivnitski són :
- OAO Txervona Zyrka (ОАО Червона зірка), una empresa de maquinària agrícola, fundada el 1874, especialitzada en la fabricació de sembradores de cereals; 2.820 assalariats (2007).[5]
- OAO Hydrosyla (ОАО Гідросила), el principal fabricant de sistemes hidràulics per a maquinària agrícola de l'ex-URSS; 2.880 assalariats (2007).[6]

## Nadius notables
- Ievhén Martxuk, polític, ex-Primer Ministre d'Ucraïna
- Aleksei Suetin, jugador d'escacs, Gran Mestre Internacional i campió del món sènior el 1996
- Sängers Ossip Petrow (1807-1878) cantant d'òpera.
- Platon Gregoriewitch Brounoff (1863-1924) compositor i director d'orquestra
- Platon Poretski (1846-1907), astrònom i matemàtic rus